# بين يو
بين يو (بالإنجليزية: Ben Yu)‏ هو لاعب بوكر أمريكي، ولد في 8 يناير 1986 في دايتون في الولايات المتحدة.